# Highland Football League
La Highland Football League è uno dei due massimi campionati semiprofessionistici di calcio in Scozia, quello che copre la parte settentrionale del paese.

## La lega
La lega, antichissima, fu fondata nel 1893, quando l'isolamento delle Highlands rendeva non ancora sostenibile un torneo che riunisse le squadre di quella zona con quelle professionistiche di Glasgow.
Oggi la lega è un membro della Scottish Football Association e, dopo decenni di dibattiti, dal 2014 è stata interconnessa con la sovrastante Scottish Professional Football League mediante un test-match fra il proprio campione e quello della Lowland Football League, cui segue un'altra sfida con l'ultima classificata della Scottish League Two.
Il campionato è composto da 18 squadre che si sfidano in andata e ritorno.

## Partecipanti stagione 2024-2025
- Banks O'Dee
- Brechin City
- Brora Rangers
- Buckie Thistle
- Clachnacuddin
- Deveronvale
- Formartine Utd
- Forres Mechanics
- Fraserburgh
- Huntly
- Inverurie Loco Works
- Keith
- Lossiemouth
- Nairn County
- Rothes
- Strathspey Thistle
- Turriff Utd
- Wick Academy

## Albo d'oro
- 2014/2015 -  Brora Rangers
- 2015/2016 -  Cove Rangers
- 2016/2017 -  Buckie Thistle
- 2017/2018 -  Cove Rangers
- 2018/2019 -  Cove Rangers
- 2019/2020 -  Brora Rangers
- 2020/2021 -  Brora Rangers
- 2021/2022 -  Fraserburgh
- 2022/2023 -  Brechin City
- 2023/2024 -  Buckie Thistle
- 2024/2025 -  Brora Rangers

In grassetto le squadre promosse al termine degli spareggi promozione.

## Collegamenti
- Serie D
- National League (campionato inglese)